# Bactrocera minuta
Bactrocera minuta är en tvåvingeart som först beskrevs av Drew 1971.  Bactrocera minuta ingår i släktet Bactrocera och familjen borrflugor.
Artens utbredningsområde är Vanuatu. Inga underarter finns listade.